# Hawbir Moustafa
Hawbir Moustafa (Suleimaniya, 24 september 1993) is een Nederlands-Iraaks voetballer die doorgaans als verdediger speelt. Hij maakte in het seizoen 2011/12 zijn debuut in het betaald voetbal in het shirt van MVV Maastricht. Medio 2017 ging hij voor het Belgische KFC Oosterzonen in de Eerste klasse amateurs spelen, maar hij keerde in januari 2018 terug bij MVV. Medio 2019 ging hij naar Spouwen-Mopertingen.

## Clubstatistieken
| Seizoen                        | Club           | Competitie     | Competitie | Competitie | Beker | Beker | Internationaal | Internationaal | Overig | Overig | Totaal | Totaal |
| Seizoen                        | Club           | Competitie     | Wed.       | Dlp.       | Wed.  | Dlp.  | Wed.           | Dlp.           | Wed.   | Dlp.   | Wed.   | Dlp.   |
| ------------------------------ | -------------- | -------------- | ---------- | ---------- | ----- | ----- | -------------- | -------------- | ------ | ------ | ------ | ------ |
| 2011/12                        | MVV Maastricht | Eerste divisie | 10         | 0          | 0     | 0     | 0              | 0              | 0      | 0      | 10     | 0      |
| 2012/13                        | MVV Maastricht | Eerste divisie | 4          | 0          | 0     | 0     | 0              | 0              | 1      | 0      | 5      | 0      |
| 2013/14                        | MVV Maastricht | Eerste divisie | 6          | 0          | 0     | 0     | 0              | 0              | 0      | 0      | 6      | 0      |
| 2014/15                        | MVV Maastricht | Eerste divisie | 35         | 0          | 1     | 0     | 0              | 0              | 4      | 0      | 40     | 0      |
| 2015/16                        | MVV Maastricht | Eerste divisie | 36         | 0          | 1     | 0     | 0              | 0              | 0      | 0      | 37     | 0      |
| 2016/17                        | MVV Maastricht | Eerste divisie | 9          | 0          | 1     | 0     | 0              | 0              | 0      | 0      | 10     | 0      |
| Bijgewerkt tot 1 augustus 2017 |                |                |            |            |       |       |                |                |        |        |        |        |

## Interlandcarrière
Moustafa maakte in oktober 2014 zijn debuut in de Iraakse nationale voetbalploeg, in een oefeninterland tegen Jemen. Hij maakte deel uit van het Iraaks olympisch voetbalelftal dat deelnam aan het olympisch voetbaltoernooi 2016 (uitgeschakeld in de groepsfase).
| Interlands van Hawbir Moustafa | Interlands van Hawbir Moustafa | Interlands van Hawbir Moustafa | Interlands van Hawbir Moustafa | Interlands van Hawbir Moustafa | Interlands van Hawbir Moustafa |
| №                              | Datum                          | Wedstrijd                      | Uitslag                        | Competitie                     | Doelpunten                     |
| Als speler van MVV Maastricht  | Als speler van MVV Maastricht  | Als speler van MVV Maastricht  | Als speler van MVV Maastricht  | Als speler van MVV Maastricht  | Als speler van MVV Maastricht  |
| ------------------------------ | ------------------------------ | ------------------------------ | ------------------------------ | ------------------------------ | ------------------------------ |
| 1.                             | 10 oktober 2014                | Jemen – Irak                   | 1 – 1                          | Oefenwedstrijd                 | 0                              |

Bijgewerkt tot en met 26 augustus 2016